# یو نسبو
یو نسبو (به نروژی: Jo Nesbø) (زاده ۲۹ مارس ۱۹۶۰) نویسنده داستان‌های جنایی نوازنده، اقتصاددان و گزارش‌گر فوتبال سابق نروژی است. تا مارس ۲۰۱۴ بیش از سه میلیون نسخه از رمان‌های او در نروژ به فروش رفت و نوشته‌های او به بیش از پنجاه زبان ترجمه‌شده و تا سال ۲۰۱۲ میلادی حدود ۵۰ میلیون نسخه در سراسر جهات فروخته شده‌است. او عمدتاً به خاطر رمان‌های جنایی خود با حضور بازرس هری هول، مردی که همیشه در حال گفتگو با ترس‌هایش است شناخته می‌شود.ا رمان‌های خون بر برف، خورشید نیمه‌شب، آدم‌برفی از آثار مهم این نویسنده است. او خواننده و ترانه‌سرای اصلی گروه راک نروژی دی دیر (Di Derre) است.

## زندگی
نسبو در نوجوانی در لیگ فوتبال نروژ بازی می‌کرد، اما به‌دلیل آسیب‌دیدگی زانویش مجبور شد فوتبال را در هجده‌سالگی کنار بگذارد. بعد از سه سال انجام خدمت سربازی در شمالی‌ترین نقطهٔ نروژ، به دانشکدهٔ اقتصاد و بازرگانیِ شهر برگِن رفت و همان‌جا با دوستانش یک گروه موسیقی راک تشکیل داد و در کنار کارگزاری بورس، به گیتارنوازی و ترانه‌نویسی مشغول شد. پس از آن با برادرش، کِنوت، گروه موسیقی دیگری تشکیل داد و دومین آلبومشان به صدر جدول پرفروش‌ترین موسیقی نروژ رسید و این‌گونه نسبو ستارهٔ موسیقی پاپ شد. اولین تجربهٔ جدیِ نسبو در نوشتن، زمانی بود که یک انتشارات به او پیشنهاد داد خاطرات خود را از تجربیات گروه موسیقی‌شان بنویسد. درعوض، او شروع کرد به نوشتن پیرنگ اولین رمانش: خفاش کرد.
او اغلبِ رمان‌هایش را در فرودگاه‌ها، هواپیماها، قطارها و لابی هتل‌ها می‌نویسد، تقریباً به همه‌جای دنیا سفر کرده‌است و با صخره‌نوردی اوقات فراغتش را پر می‌کند. در سال ۲۰۰۹ نیز مؤسسهٔ خیریه‌ای به نام «هری هول» به راه انداخت تا به سوادآموزی کودکان محروم در کشورهای جهان سوم کمک کند.

## کتابشناسی فارسی
آثار یو نسبو تا کنون به پنجاه زبان مختلف ترجمه و نشر شده‌است. از آن جمله نخستین‌بار ترجمه‌های آثاری از این نویسنده به قلم نیما اشرفی در نشر چترنگ منتشر شده‌است. همچنین آثار دیگری از این نویسنده از سوی دیگر ناشران منتشر شده‌است.
| سال انتشار | نام کتاب      | مترجم                                       | ناشر                         | توضیحات |
| ---------- | ------------- | ------------------------------------------- | ---------------------------- | --- |
| ۱۳۹۵       | خورشید نیمه‌شب | نیما م. اشرفی                               | چترنگ                        | روایت در گریز یون، قهرمان اصلی داستان خورشید نیمه‌شب و تعقیب فیشرمن، بزرگ‌ترین جنایت‌کار اسلو رقم می‌خورد یون به او خیانت کرده‌است. در مسیر فرار، گذارش به شهری کوهستانی در گوشهٔ دورافتاده‌ای از نروژ می‌افتد؛ شهری که آن‌قدر به قطب نزدیک است که خورشید هیچ‌گاه در آن غروب نمی‌کند. یون که امیدوار است بتواند در این شهر پنهان شود، به خانهٔ لیا و پسرش کنوت پناه می‌برد. لیا اسلحه‌ای برایش دست‌وپا می‌کند. اما خورشید نیمه‌شب کم‌کم دارد یون را به مرز جنون می‌کشاند |
| ۱۳۹۵       | خون بر برف    | نیما م. اشرفی                               | چترنگ                        | داستان اولاف - آدم‌کشی دل‌رحم - است و رئیس‌اش از او می‌خواهد همسرش را بکشد. اولاف مسحور زیبایی زن شده در برنامه تعقیب روزانه او متوجه حضور مردی دیگر در زندگی زن می‌شود و… |
| ۱۳۹۷       | آدم‌برفی       | رودابه جم                                   | آوند دانش                    | در سال ۱۹۸۰، یک زن متأهل باید مردی رابطهٔ نامشروع برقرار می‌کند، در حالی که فرزند خردسالش در اتومبیلی بیرون از خانه منتظر اوست. ناگهان مرد احساس می‌کند کسی از بیرون خانه به آن‌ها نگاه می‌کند، ولی متوجه می‌شوند که فقط یک آدم‌برفی بوده‌است. بیست و چهار سال بعد، کارآگاه نروژی هری هول و… |
| ۱۳۹۷       | مکبث          | سپیده حبیبی                                 | مانا کتاب                    | «مکبث» اقتباسی از داستان «مکبث» شکسپیر است و داستان تبدیل شدن مردی شریف به یک دیکتاتور خونخوار است. این رمان نسبو زمینه‌های روانشناسی، سیاسی و فلسفی دارد و تا حدودی رمزآلود است. |
| ۱۳۹۷       | پسر           | زهرا نی‌چین                                  | نفیر                         | یکی دیگر از آثار جنیی یو نسبو است. |
| ۱۳۹۸       | خفاش          | عباس کریمی عباسی                            | چترنگ                        | اولین کتاب از سری رمان‌های کارآگاه هری هوله است. هری به استرالیا فرستاده شده تا روند تحقیقات پروندهٔ تجاوز وحشیانه و قتل اینگر هالتر، زن جوان نروژی، را دنبال کند. او به کمک سایر افسران پلیس استرالیا خیلی زود پی می‌برد که مرگ اینگر بخشی از یک سری قتل‌های حل‌نشده‌است که در ادامه به شکل‌گیری تعدادی مظنون و اتفاقات تکان‌دهنده در سراسر رمان منجر می‌شود.                                                                                                 |
| ۱۳۹۸       | چاقو          | (با دو ترجمه) سینا شاه بابا - احسان درخشنده | چترنگ و نگارش الکترونیک کتاب | در کتاب «چاقو» (۲۰۱۹) نسبو به سراغ روایتی رفته‌است که در آن گره داستان تا حدود زیادی به‌خود هری و درونیات وی مرتبط است. هول در این داستان، بیش از آنکه با عناصر بیرونی و غیرخودی چالش داشته باشد، با باطن خویش و شخصیت‌های کاملاً خودی و آشنا سروکار دارد. همین مسئله باعث عمق‌بخشی هر چه بیشتر به ابعاد روانشناسانه داستان شده و بستری را فراهم آورده که در آن، پیچیدگی‌های روحی و روانی انسان‌ها بیش از پیش زیر ذره‌بین قرار گرفته‌است.                      |

رمان‌های کاراگاه هری هول
هری هول کاراکتر مجموعه‌ای از رمان‌های یو نسبو، نخستین‌بار در رمان خفاش خلق شد و تازه‌ترین نقش‌آفرینی آن در رمان چاقو است. وی کانون اغلب حوادث در اسلو است، اما روایت خفاش در استرالیا، سوسک‌ها در تایلند و یوزپلنگ در هنگ کنگ می‌گذرد. این تغییر موقعیت که مخاطب از اولین داستان با آن روبه‌رو می‌شود زیرکی نسبو را در خلق و شخصیت‌پردازی هری هوله نشان می‌دهد، چراکه با توجه به ابعاد شخصیتی متفاوت این شخصیت، نویسنده بستر آشنایی خواننده را با او در کشوری قرار می‌دهد که مردمانش حکم غریبه را برای او دارند و او نیز آنها را به چشم غریبه می‌بیند.
عباس کریمی عباسی در مقدمه رمان خفاش می‌گوید: «نسبو از یک طرف با انتخاب این شخصیت و از طرف دیگر با انتخاب ساختار تریلر- معمایی خود را به عنوان یکی از بهترین نویسندگان ادبی در این ژانر ثابت کرده‌است؛ ضمن آنکه تماماً مقهور پیرنگ، معما و حوادث نمی‌شود. از این‌رو خواننده آثار وی صرفاً در پی کشف معما و به سرانجام رساندن ماجرا نیست و به کشف روانشناسانه کنش‌ها و واکنش‌های انسانی و تجربه‌اندوزی بیشتر از روابط فردی و اجتماعی می‌پردازد، ضمن آنکه از همراه شدن با حس تعلیق و تعقیب و دلهره لذت می‌برد. در دنیای اسرارآمیز ادبیات جنایی نویسندگان بسیاری آمده و رفته‌اند و شخصیت‌های بسیاری را خلق کردند که برخی از آنها ماندگار شدند، باقی خواهد ماند. هری هوله بی تردید در رأس ده شخصیت ملموس این ادبیات قرار گرفته و هوله جامع اضداد است.»
خفاش، سوسک، سینه سرخ، الهه انتقام، ستاره شیطان، منجی، آدم‌برفی، پلنگ، شبح، پلیس، عطش و چاقو از عنوان‌های مجموعه هری هوله هستند که برخی از آن‌ها در نشرهای مؤسسه نگارش الکترونیک کتاب، نشر چترنگ، آوند دانش، نفیر به زبان فارسی منتشر شده‌است.

## جوایز و افتخارات
اولین تجربهٔ جدیِ نسبو در نوشتن، زمانی بود که یک انتشارات به او پیشنهاد داد خاطرات خود را از تجربیات گروه موسیقی‌شان بنویسد. درعوض، او شروع کرد به نوشتن پیرنگ اولین رمانش: خفاش (The Bat). این رمان پاییز ۱۹۹۷ منتشر و با استقبال فراوانی مواجه شد و جایزهٔ بهترین کتاب جنایی نروژ و همچنین بهترین کتاب جنایی اسکاندیناوی را از آن خود کرد.  وی با نوشتن بیش از بیست اثر شاخص، تا به حال نامزد و برندهٔ چندین جایزهٔ معتبر بین‌المللی از جمله جایزهٔ ادگار (۲۰۱۰)، جایزهٔ کتاب کودکان آرک (۲۰۰۷)، جایزهٔ پیر گینت (۲۰۱۳) شده‌است.
میزان فروش کتاب‌های نسبو در دنیا به بیش از پنجاه میلیون نسخه رسیده‌است. منتقدان کتاب‌هایش را همواره تحسین کرده‌اند و بسیاری وی را از بهترین رمان‌نویسان ژانر پلیسی جنایی و نوآر حال حاضر دنیا می‌دانند.

## اقتباس‌های سینمایی
معروف‌ترین اثر وی مجموعهٔ کارآگاهی‌جناییِ هری هول (Harry Hole) است و فیلمی به نام آدم‌برفی (فیلم ۲۰۱۷) (The Snowman) به کارگردانی توماس آلفردسِن، براساس یکی از رمان‌های همین مجموعه تولید شده‌است که در سال ۲۰۱۷ به نمایش درآمد. خصلت سینمایی رمان‌های نسبو پیش‌تر نیز باعث شده بود رمان کارگماران (Headhunters) در سال ۲۰۱۱ به ساخته شود.